# Diecezja Grand-Bassam
Diecezja Grand-Bassam – diecezja rzymskokatolicka w Wybrzeżu Kości Słoniowej. Powstała w 1982.

## Biskupi diecezjalni
- Bp Paul Dacoury-Tabley (od 1994)
- Bp Joseph Akichi (1982 – 1993)